# Ukraiński Kongres Narodowy
Ukraiński Kongres Narodowy (I Ukraiński Zjazd Narodowy, Ogólnoukraiński Kongres Narodowy, ukr. Всеукраїнський національний конгрес), którego obrady trwały od 17 do 21 kwietnia 1917 roku w Kijowie - wydarzenie będące początkiem ukraińskiej państwowości w latach 1917-1921. 
Kongres był pierwszym przedstawicielskim forum na Ukrainie. Został zwołany przez Ukraińską Centralną Radę, która stała się kierowniczym organem ukraińskiego ruchu narodowego i przekształciła to forum z lokalnej organizacji kijowskiej na grupę o zasięgu ogólnoukraińskim. Za konieczne uznano przyznanie Ukrainie praw autonomicznych (prawo ostatecznej decyzji w sprawie statusu Ukrainy i ewentualnej federacji z Rosją pozostawiono przyszłemu Zgromadzeniu Ustawodawczemu), a tworzenie na Ukrainie podstaw jej bytu autonomicznego powinno zacząć się od zaraz.
W zjeździe wzięło udział około 1000 uczestników - delegatów reprezentujących różne ukraińskie ugrupowania polityczne, zawodowe i kulturalne, w tym również żołnierskie. Kongres odbywał się w budynku zebrania kupieckiego (dziś budynek Filharmonii Narodowej). Centralna Rada uzyskała sankcję Zjazdu Narodowego. Została zreorganizowana (odbyły się wybory) i powołała swój organ wykonawczy, "Małą Radę" (na jej czele stanął Mychajło Hruszewski).

## Literatura
- Солдатенко В. Ф. Українська революція. Історичний нарис: Монографія. — К.: Либідь, 1999. — 976 с. ISBN 966-06-0130-1
- Юрій Шаповал, Ігор Верба Михайло Грушевський. — К.: Видавничий дім «Альтернативи», 2005. — 352 с. ISBN 966-677-003-2
- Władysław A. Serczyk, Historia Ukrainy, Zakład Narodowy im. Ossolińskich - Wydawnictwo, wyd. III, Wrocław - Warszawa - Kraków 2001. ISBN 83-04-04530-3